# Yamaha XS400
Yamaha XS400 je model motocyklu, který v letech 1976 až 1982 vyráběla japonská firma Yamaha. Měl čtyřdobý vzduchem chlazený motor o objemu 400 ccm (přesněji 392 ccm do roku 1980 a následně 399 ccm). Motor je řadový, dvouválcový. Se zvýšením objemu motoru byl zároveň zvýšen výkon z 19,7 kW na 32,8 kW. Převodovka má šest stupňů. Na stejném základu byly vyráběny rovněž slabší motocykly XS250 a XS360.